# خرائط بينج
خرائط بينج (بالإنجليزية: Bing Maps)‏ (المعروفة سابقًا باسم Live Search Maps وWindows Live Maps وWindows Live Local وMSN Virtual Earth) هي خدمة خرائط ويب مقدمة كجزء من مجموعة بينغ من محركات البحث من مايكروسوفت ويتم تشغيلها بواسطة إطار عمل Bing Maps Platform الذي يدعم أيضًا خرائط بينغ. لواجهات برمجة تطبيقات Enterprise وواجهات برمجة تطبيقات خرائط أزور. منذ عام 2020، يتم توفير بيانات الخرائط بواسطة توم توم، خريطة الشارع المفتوحة وغيرهم.

## وصلات خارجية
- الموقع الرسمي